# Желудево (Калінінградська область)
Желудево (рос. Желудево) — селище Правдинського району, Калінінградської області Росії. Входить до складу Мозирського сільського поселення.
Населення —  53 особи (2015 рік). 

## Населення
| 2002 | 2010 |
| ---- | ---- |
| 63   | ↘53  |